# Xã Estherville, Quận Emmet, Iowa
Xã Estherville (tiếng Anh: Estherville Township) là một xã thuộc quận Emmet, tiểu bang Iowa, Hoa Kỳ. Năm 2010, dân số của xã này là 6.730 người.